# Julus chilensis
Julus chilensis är en mångfotingart som beskrevs av Paul Gervais 1847. Julus chilensis ingår i släktet Julus och familjen kejsardubbelfotingar. Inga underarter finns listade i Catalogue of Life.